# 3113 Chizhevskij
3113 Chizhevskij eller 1978 RO är en asteroid i huvudbältet som upptäcktes den 1 september 1978 av den rysk-sovjetiske astronomen Nikolaj Tjernych vid Krims astrofysiska observatorium på Krim. Den har fått sitt namn efter biofysikern Aleksandr Tjizjevskij.
Asteroiden har en diameter på ungefär fyra kilometer.